# Lucas Lossius
Lucas Lossius (alemany: Lucas Lotze)  (Vaake, 18 d'octubre de 1508 (Gregorià) - Lüneburg, 8 de juliol de 1582 (Gregorià)) fou un músic alemany.
Dotat d'una gran il·lustració, es dedicà aplicar al culte luterà els cants corals de l'església catòlica. Posà en ordre una col·lecció d'aquests, que publicà amb el títol de Psalmodia, hoc est cantica sacra veteris, Ecclesiae selecta, etc., la qual porta un pròleg de Philipp Melanchthon, i s'ha repetit en diverses edicions.
Lossius també és autor de l'obra didàctica Erotemata musicae practicae ex probabilissimis hujus dulcissimae artis scriptoribus accurate et breviter selecta, et exemplis puerili institutioni accommodis illustrata. Item melodiae sex... (Nuremberg, 1563). Aquesta obra és escrita en forma de diàleg entre el mestre i el deixeble.